# Lithogramma oculatum
Lithogramma oculatum là một loài côn trùng trong họ Kalligrammatidae thuộc bộ Neuroptera. Loài này được Panfilov miêu tả năm 1968.